# 中国国民の査証要件
中国国民の査証要件（ちゅうごくこくみんのさしょうようけん）では、中国政府によって発給されたパスポート（一般旅券）を所持した中国国民が、短期滞在（観光、商用、知人・親族訪問等の滞在で報酬を得る活動をしない場合）を目的として外国に入国する際の査証（ビザ）要件について記述する。
（2021年1月5日後）現在、中国のパスポートを所持した中国国民は72（内、査証免除は33）の国と地域にビザなしもしくは到着時のビザ取得（アライバルビザ）で入国することが可能である。

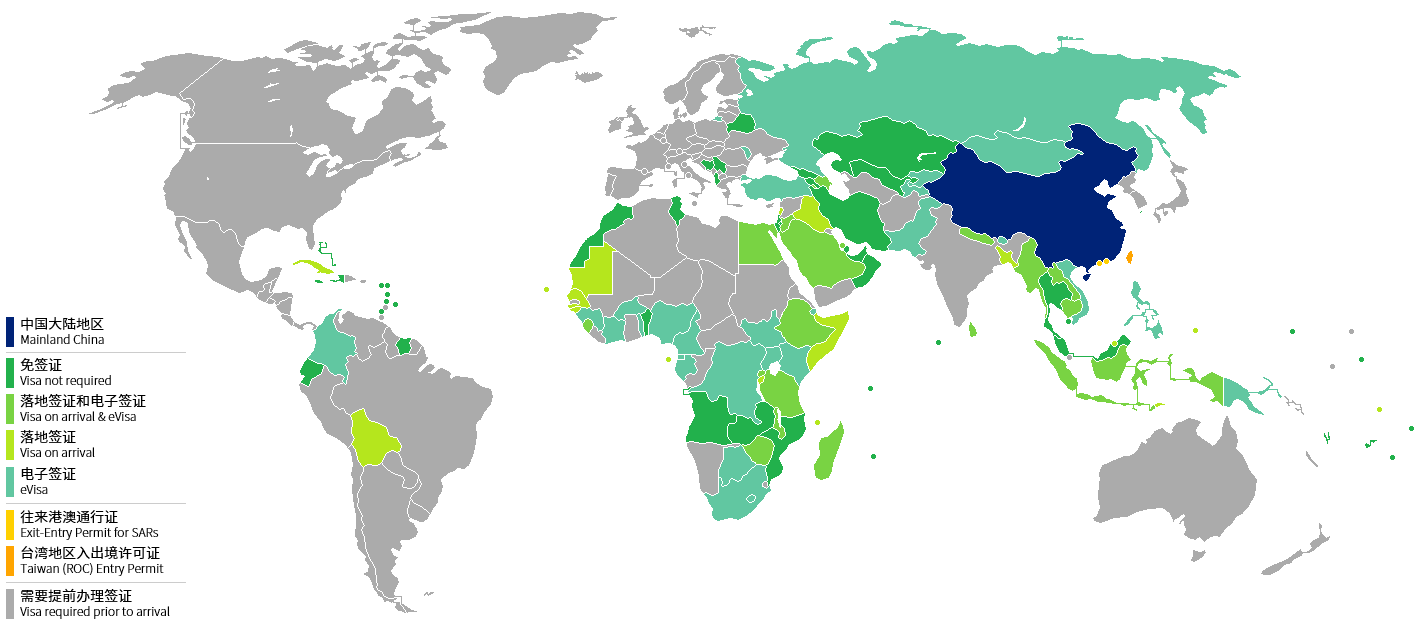
緑はビザが免除されている国、青は渡航前に電子申請が必要な国、黄緑色は到着時にビザが取れる国である。

以下の表のうち、緑の国はビザ免除、白の国は到着時にビザ取得が可能、赤の国は渡航前に大使館などでビザの取得が義務付けられている国である。なお、下表にない国はすべて渡航前に大使館などでビザの取得が義務付けられている国である。

## オセアニア

### ミクロネシア
7/7
| 国と地域         | 入国の条件と滞在可能日数                                                                                    |
| ---------------- | --- |
| グアム           | 90日以内（渡航前にESTA承認を受けた場合）もしくは45日以内（グアム-北マリアナ諸島ビザ免除プログラム利用時）。 |
| フィジー         | 120日以内，但是单方面给予中国公民120天停留期                                                                |
| マーシャル諸島   | 空港到着時に30日間有効のビザを無料で取得できる                                                              |
| ミクロネシア連邦 | 30日以内 |
| ナウル           | 空港到着時に全てのビザを取得できる。最も短い観光用ビザの場合、期間は1か月間で料金は100豪州ドル              |
| 北マリアナ諸島   | 45日以内（渡航前にESTA承認を受けた場合）もしくは45日以内（グアム-北マリアナ諸島ビザ免除プログラム利用時）。 |
| パラオ           | 空港到着時に30日間有効の滞在許可証（Entry Permit）を無料で取得できる                                        |

## 脚註
1. ↑  京华时报. “中斐互免签证今日生效 持护照入境可停留30日”.   网易新闻. 2015年3月13日閲覧。
2. ↑  “斐济”.   IATA TimaticWeb. 2014年8月1日閲覧。
3. ↑  Department of Homeland Security, USA. “Guam-CNMI Visa Waiver Program”. 2014年8月1日閲覧。
4. ↑  “中国游客赴北马里亚纳群岛联邦旅行注意事项发布”.   中国政府网. 2014年8月1日閲覧。
5. ↑  “帕劳”.   IATA TimaticWeb. 2014年8月1日閲覧。